# Moruya
Moruya est une ville australienne située dans le comté d'Eurobodalla, dont elle est le chef-lieu, en Nouvelle-Galles du Sud. La population s'élevait à 3 982 habitants en 2016.
La ville est située sur la côte de la mer de Tasman, à l'embouchure de la rivière Moruya, à environ 300 km au sud de Sydney.
Elle porte un nom d'origine aborigène qui voudrait dire la maison du cygne noir.
Son économie repose sur l'agriculture, l'aquaculture, le tourisme et l'exploitation d'une carrière de granit qui a servi à construire notamment les piles du pont de Sydney.

## Climat
Moruya a un climat océanique assez chaud (Köppen: Cfb) avec des étés tièdes et humides et des hivers doux et assez secs. La pluviométrie est modérée: 954,6 mm par an, avec 84,1 jours pluivieux (plus d'un millimètre). Annuellement, 136,4 jours clairs et 111,4 jours nuageux sont arrivés. La température la plus élevée enregistrée est de 43,9 ºC le 11 janvier 1939, tandis que la température la plus basse est de −0,3 ºC le 7 juillet 1943.
| Mois                                            | jan. | fév. | mars  | avril | mai  | juin | jui. | août | sep. | oct. | nov. | déc. | année |
| ----------------------------------------------- | ---- | ---- | ----- | ----- | ---- | ---- | ---- | ---- | ---- | ---- | ---- | ---- | ----- |
| Température minimale moyenne (°C)               | 16,1 | 16,3 | 15,1  | 12,3  | 9,3  | 7,2  | 5,9  | 6,5  | 8,5  | 10,8 | 12,8 | 14,7 | 11,3  |
| Température maximale moyenne (°C)               | 23,9 | 24   | 23,3  | 21,6  | 19,2 | 16,8 | 16,3 | 17,2 | 18,8 | 20,2 | 21,4 | 22,8 | 20,5  |
| Record de froid (°C)                            | 7,8  | 7,4  | 5,9   | 3,2   | 2,2  | 0,4  | −0,3 | 0,1  | 0,6  | 3,2  | 4,7  | 5,6  | −0,3  |
| Record de chaleur (°C)                          | 43,9 | 43,3 | 40,6  | 35,1  | 28,6 | 24,4 | 25,6 | 30   | 35,4 | 37,2 | 41,6 | 42,2 | 43,9  |
| Précipitations (mm)                             | 94,6 | 95   | 109,3 | 85,8  | 82,1 | 86,5 | 54,8 | 54,7 | 58,8 | 78,7 | 78,2 | 76,3 | 954,6 |
| dont nombre de jours avec précipitations ≥ 1 mm | 8,3  | 7,6  | 8,1   | 6,8   | 6,1  | 6    | 5,1  | 5,2  | 6,3  | 7,9  | 8,3  | 8,4  | 84,1  |
| Humidité relative (%)                           | 72   | 73   | 71    | 67    | 64   | 62   | 59   | 59   | 62   | 67   | 70   | 72   | 66    |